# Crossomeles
Crossomeles is een kevergeslacht uit de familie van de boktorren (Cerambycidae). De wetenschappelijke naam van het geslacht werd voor het eerst geldig gepubliceerd in 1995 door Chemsak & Noguera.

## Soorten
Crossomeles omvat de volgende soorten:
- Crossomeles acutipennis Chemsak & Noguera, 1993
- Crossomeles aureopilis (Fisher, 1953)